# Laerte-se
Laerte-se é um documentário brasileiro de 2017 dirigido por Lygia Barbosa e Eliane Brum, que retrata a vida da cartunista brasileira Laerte Coutinho que, aos 58 anos de idade, descobriu-se transformista e, posteriormente, uma mulher trans. Seu lançamento ocorreu em 1º de maio de 2017, por intermédio da Netflix.

## Enredo
Laerte-se analisa a construção da identidade de gênero e o significado de masculino e feminino, enquanto explora os problemas que Laerte enfrenta ao se apresentar como mulher e os seus talentos artísticos.

## Elenco
- Laerte Coutinho
- Eliane Brum
- Rita Lee
- Rafael Coutinho

## Recepção crítica
Após o lançamento, o comentário teve uma recepção positiva entre os críticos de cinema. Para a revista Cult, Marcia Tiburi escreveu: "O documentário de Lygia Barbosa da Silva e Eliane Brum sugere ligações riquíssimas, e nos dá dicas para pensar a analogia possível entre a obra desenhada de Laerte e sua vida". Com uma nota de 3,5 estrelas de 5, Luiz Santiago, do portal Plano Crítico, pontuou: "O dinamismo das conversas, a correta exploração do silêncio e a exploração de crises existenciais de Laerte valem todo o longa. [...] Nessa sopa de ideias (com uma trilha sonora mais intrusiva do que deveria), o espectador encontrará o fazer artístico agarrado às difusas aquarelas da vida de uma pessoa em transformação, em ebulição de ideias, em uma demonstração de força, fraqueza e honestidade humanas com o seu próprio ser."